# David Solinger
David M. Solinger (1906 - 29 octobre 1996) est un avocat, collectionneur d'œuvres d'art et président du Whitney Museum of American Art.

## Biographie
Solinger naît à New York, fils de Maurice Solinger, dirigeant d'une entreprise de conditionnement de viande,. Après avoir obtenu son diplôme de l'Université Cornell et de la Columbia Law School, il travaille comme associé principal au sein du cabinet d'avocats de Manhattan Solinger and Gordon. Il est l'un des premiers avocats à se spécialiser dans le droit de la publicité, de la radio et de la télévision et comptait parmi ses clients Louise Nevelson, Hans Hoffman et Franz Kline. En 1961, il est élu administrateur du Whitney Museum of American Art et en 1966, il succède à Flora Payne Whitney comme président.
Solinger collectionnait des œuvres d'art du XXe siècle et possédait des œuvres de Klee, Dubuffet, Giacometti, Léger, Miró, Kline, de Kooning, Soulages et Kandinsky ainsi qu'un Picasso de 1927, dont il en a fait don à des musées locaux.